# نيكولاس جنسن
نيكولاس جنسن هو لاعب هوكي الجليد دنماركي، ولد في 8 أبريل 1989 في كوبنهاغن في الدنمارك.

## وصلات خارجية
- نيكولاس جنسن على موقع EliteProspects.com (الإنجليزية)
- نيكولاس جنسن على موقع Eurohockey.com (الإنجليزية)
- نيكولاس جنسن على موقع HockeyDB.com (الإنجليزية)
- نيكولاس جنسن على موقع أوليمبيديا (الإنجليزية)